# Tous en scène (film, 2016)
Pour les articles homonymes, voir Tous en scène (homonymie) et Sing.
Ne doit pas être confondu avec Tous en scène (film, 1953).
Série Tous en scène
Tous en scène 2
(2021)
Pour plus de détails, voir Fiche technique et Distribution.
Tous en scène (Sing), ou Chantez ! au Québec, est un film d'animation nippo-franco-américain écrit et réalisé par Garth Jennings et sorti en 2016. Il a été créé en images de synthèse par Illumination Mac Guff et distribué par Universal Pictures. Il a donné lieu à une suite : Tous en scène 2 en 2021.
Buster Moon est le propriétaire d'un théâtre au bord de la faillite. Ses spectacles n'ont jamais attiré grand monde et le bâtiment menace de s'écrouler. Buster décide alors, pour renflouer ses caisses, d'organiser un grand concours de chant afin de redonner de la gloire à son théâtre. Seulement, par une faute de frappe sur l'annonce, la récompense du concours passe de 1 000 à 100 000 dollars, attirant une foule d'animaux prêts à tenter leur chance pour réaliser leurs rêves.

## Synopsis
Dans une ville d'animaux anthropomorphes, le théâtre du koala Buster Moon est au bord de la faillite. Buster doit déployer des trésors d'ingéniosité pour échapper à ses créanciers et à sa banque, tout en cherchant un moyen de renflouer ses caisses. Il a un jour une idée qu'il expose à son ami Eddie, un mouton : il va organiser un grand concours de chant pour faire connaître son théâtre et ainsi attirer à nouveau le public pour voir ses spectacles. Eddie est dubitatif et ne croit pas que le projet de Buster soit réaliste, mais Buster l'ignore et passe à l'action. Il dicte à  Miss Crawley, sa secrétaire caméléon très âgée, le contenu du tract publicitaire. Cependant Miss Crawley perd son œil de verre qui tombe sur les touches de son clavier et inscrit un mauvais montant pour la récompense : 100 000 dollars au lieu de 1 000. De plus, le ventilateur provoque l'envol des tracts par la fenêtre qui s'éparpillent dans toute la ville, avant que Buster et Miss Crawley n'aient pu les vérifier.
Attirée par les 100 000 dollars de la récompense et la perspective de réaliser ses rêves, une foule d'animaux se précipite au théâtre pour passer les auditions. Les prestations sont très variées, tant dans leur qualité que dans leur style de musique. À la fin de la journée, Buster dresse la liste des candidats retenus :
- Rosita, une truie mère d'une famille nombreuse qui chante très bien mais qui avait abandonné son rêve pour devenir une femme au foyer mariée à Norman qui, s'il aime sa femme, est souvent trop épuisé par son travail pour le lui montrer.
- Gunter, un cochon allemand énergique et excellent danseur.
- Ash, une porc-épic rockeuse venue passer les auditions avec son petit ami égocentrique, Lance, avec qui elle forme un duo, mais seule Ash est retenue. Comme elle veut écrire ses propres chansons et participer à ce projet seule, Lance finit par la tromper avec Becky.
- Johnny, un jeune gorille à la voix d'or dont le père est le chef d'un gang de voleurs et voudrait que Johnny suive ses traces, alors que sa vraie passion est la musique.
- Un trio de grenouilles acrobates.
- Pitt, un chameau aux prédispositions lyriques.
- Mike, une souris blanche mâle, qui est cupide, arrogant et tricheur, mais également talentueux jazzman et crooner.

Les répétitions peuvent commencer, mais Buster doit faire face à un problème : il découvre enfin que le montant de la récompense promise est de 100 000 dollars au lieu des 1 000 dont il dispose. Il réussit à feindre que tout va bien devant les candidats, le temps de trouver un moyen de rassembler tout cet argent, d'autant que sa banque, en la personne de Judith, un lama, se fait de plus en plus pressante. En outre, le jour du début des répétitions, une panne d'électricité fait sauter le courant car le théâtre n'a pas payé ses factures. En tentant de rétablir le courant, Buster rencontre Meena, une jeune éléphante à la voix magnifique mais qui s'était révélée trop timide pour chanter lors de l'audition. Alors qu'elle aide Buster à rétablir le courant, elle lui demande une seconde chance, mais ce dernier, n'écoutant qu'à moitié, l'embauche en tant que nouvelle machiniste du théâtre, ce qu'elle accepte néanmoins en estimant que c'est tout de même une opportunité. Entre-temps, le trio de grenouilles, à la suite d'incessantes disputes, quitte le concours, de même que Pitt, blessé pendant les répétitions. Pour les remplacer, Buster fait notamment appel à Meena.
Buster trouve une idée de financement pour son concours : Nana Noodleman, la grand-mère d'Eddie, est une ancienne chanteuse d'opéra, une diva-star que Buster admire depuis son enfance (c'est même en voyant sa prestation qu'il a trouvé sa propre vocation pour l'organisation de spectacles) et qu'Eddie craint par-dessus tout. Ces deux derniers lui rendent visite. Elle refuse catégoriquement de prêter le moindre sou à Buster, mais ce dernier la convainc toutefois de venir assister à une représentation organisée spécialement pour elle. Nana accepte avec un mélange de réticence et de curiosité. Surexcité, Buster se met au travail pour mettre au point une mise en scène grandiose. Il organise une répétition générale où Ash, qui vient de quitter son copain qui la trompait, et Rosita, qui trébuche sur scène, perdent confiance en elles, alors que le père de Johnny se fait emprisonner alors que le jeune gorille était censé assurer la fuite du gang après un ultime casse. En dépit de ces incidents, Buster transforme, avec l'aide de Meena, le plancher et le fond de la scène en aquariums où dansent des calmars luminescents. L'effet est sensationnel, et même Nana est sous le charme. Cependant, un incident vient ruiner toute l'affaire. Mike, qui a des ennuis avec des ours mafieux contre qui il a triché aux cartes, force Buster à révéler son secret : il ne dispose pas de l'argent promis. Immédiatement après cette révélation, sous le poids des artistes venus sur scène pour exiger des explications, les vitres des aquariums se craquellent et les tuyaux cèdent également : le théâtre est inondé puis il s'effondre. Buster, désespéré, voit son rêve s'écrouler en même temps que le bâtiment, tout comme les autres candidats, qui s'en sortent toutefois tous sains et saufs. Le terrain du théâtre est saisi par la banque et le nom de Buster Moon est moqué dans la presse.
Buster trouve refuge chez son ami Eddie. Les candidats restants (sauf Mike) viennent lui rendre visite et l'incitent à tout recommencer. Buster refuse, leur montrant les journaux qui le dépeignent comme un fou et un perdant, qui aurait lui-même détruit son théâtre dans sa folie. Déçus, les cinq candidats rentrent chez eux pendant que Buster effectue le seul travail qu'il sait faire : le car-wash, travail que faisait son père et qui avait permis à Buster d'acheter son théâtre. Cependant, après avoir enfin entendu la divine voix de Meena qui chante sur les ruines du théâtre (il ne l'avait jamais écouté chanter auparavant), Buster se reprend à rêver et décide d'organiser, non plus un concours, mais une simple représentation musicale en plein air, gratuite, dans les ruines du théâtre. Avec Buster, tous les candidats, ainsi que Miss Crawley et Eddie, mettent du cœur à l'ouvrage et s'organisent pour ce spectacle, que les médias tournent en ridicule.
Le spectacle commence devant un public des plus modestes, essentiellement composé de plusieurs proches des candidats, dont les familles de Meena et Rosita. Le premier numéro, celui de Rosita et Gunter, émerveille Norman, l'époux de Rosita, et ses enfants cochonnets, et grâce à la retransmission du spectacle à la télévision, le public commence à affluer. C'est ensuite au tour de Johnny, dont la voix émerveille jusqu'à son père, qui suit le spectacle dans sa cellule et s'évade de prison pour retrouver son fils à l'autre bout de la ville afin de lui dire qu'il est finalement fier de lui (il l'avait précédemment rejeté à la suite de son emprisonnement). Vient ensuite le tour d'Ash, qui conquiert le public avec la chanson qu'elle a composée sur sa rupture avec Lance (qui la regarde, éberlué, à la télévision). Mike prend ensuite le micro, ce qui fait que les ours mafieux apprennent qu'il est toujours en vie et se précipitent au théâtre pour le capturer, mais il est heureusement sauvé par sa nouvelle petite amie. Enfin, Meena, encouragée par les autres, parvient à trouver le courage pour chanter en public et suscite l'admiration de tout le monde. Sa prestation endommage la scène mais le public est enchanté et ébloui (comme il l'a été au moment où des hélicoptères ont fait voler Mike), validant définitivement le succès du spectacle. À la fin du concert, Buster découvre que Nana Noodleman se trouve dans le public et lui fait signe qu'elle a apprécié le spectacle. Nana rachète d'ailleurs le terrain et finance la reconstruction du théâtre Moon, qui est inauguré quelque temps plus tard par Buster et par tous les autres candidats du concours de chant.

## Fiche technique
- Titre original : Sing
- Titre français : Tous en scène
- Titre québécois : Chantez ![1]
- Réalisation et scénario : Garth Jennings
- Musique : Joby Talbot
- Direction artistique : François Moret
- Direction animation : Pierre Leduc et Patrick Delage
- Décors : Éric Guillon
- Montage : Gregory Perler
- Production : Christopher Meledandri et Janet Healy
  - Production associée : Robert Taylor et Brett Hoffman
  - Production déléguée : Dave Rosenbaum
  - Coproduction : Igor Khait (en)
- Société de production : Illumination Entertainment
- Société de distribution : Universal Pictures
- Budget : 75 000 000 $[2]
- Pays de production :  États-Unis,  Japon,  France
- Langue originale : anglais, japonais, ukrainien
- Format : couleur - 35 mm - 1,85:1 - son Dolby Digital / Dolby Atmos / DTS:X / SDDS / Auro 11.1 (en)
- Genre : animation, comédie musicale
- Durée : 110 minutes
- Dates de sortie :
  - Canada : 11 septembre 2016 (première mondiale au festival international du film de Toronto)[3]
  - Belgique : 21 décembre 2016
  - États-Unis : 21 décembre 2016[4]
  - France : 25 janvier 2017[5]

 Sauf indication contraire, les informations mentionnées dans cette section peuvent être confirmées par la base de données cinématographiques IMDb,  présente dans la section « Liens externes ».

## Distribution

### Voix originales
- Matthew McConaughey : Buster Moon
- Reese Witherspoon : Rosita
- Seth MacFarlane : Mike
- Scarlett Johansson : Ash
- John C. Reilly : Eddie
- Taron Egerton : Johnny
- Tori Kelly : Meena
- Jennifer Saunders : Nana Noodleman
- Jennifer Hudson : Nana Noodleman, jeune
- Garth Jennings : Miss Crawley
- Peter Serafinowicz : Big Daddy
- Nick Kroll : Gunter
- Beck Bennett : Lance
- Jay Pharoah : grand-père de Meena
- Nick Offerman : Norman
- Leslie Jones : mère de Meena
- Rhea Perlman : Judith
- Laraine Newman : grand-mère de Meena
- Adam Buxton : Stan
- Jess Harnell : Barry
- Brad Morris : Babouin
- Chris Renaud : Kip Casey
- Edgar Wright : une chèvre
- Bill Farmer : Bob
- Jim Cummings : Bears
- Wes Anderson : Daniel
- Tara Strong : Becky

### Voix françaises
- Patrick Bruel : Buster Moon
- Jenifer : Rosita
- Vincent Ropion : Mike
- Mark Lesser : Eddie
- Élodie Martelet : Ash
- Sacha Perez : Johnny
- Laurent Gerra : Gunter
- Chloé Renaud : Meena
- Pierre Coffin : Mlle Crawley
- Loïc Houdré : Norman
- Frédéric Souterelle : le père de Johnny
- Jean-Marc Charrier : Richard
- Benoît Allemane : le grand-père de Meena
- Marie-Madeleine Burguet-Le Doze : la mère de Meena
- Colette Marie : la grand-mère de Meena
- Yann Sundberg : Lance
- Pauline Larrieu : Nana Noodleman
- Anne Plumet : Judith
- Franck Gourlat : Stan
- Sébastien Finck : un singe
- Patrick Borg : Bob
- Loïc Guingand : Kip Casey
- Patrick Préjean : Barry
- Daniel Beretta : l'ours
- Xavier Fagnon : le maître d'hôtel pingouin
- Miglen Mirtchev : patron

 Source et légende : version française (VF) sur RS Doublage et Allociné.

### Voix québécoises
- Daniel Picard : Buster Moon
- Aline Pinsonneault : Rosita
- Sébastien Dhavernas : Mike
- Laurence Dauphinais : Ash
- François Trudel : Eddie
- Alexa-Jeanne Dubé : Meena
- Louis-Philippe Berthiaume : Johnny
- François Sasseville : Günther
- Manuel Tadros : Norman
- Normand D'Amour : père de Johnny
- Julie Burroughs : mère de Meena
- Michèle Lituac : Nana Noodleman
- Jacques Lavallée : grand-père de Meena
- Johanne Garneau : grand-mere de Meena
- Alexandre Fortin : Lance
- François Godin : Miss Crawley
- Camille Cyr-Desmarais : Judith
- Patrick Chouinard : Chef d'ours
- Sylvain Hétu : Stan
- Benoit Rousseau : Barry
- Christian Perrault : Bob
- Xavier Dolan : un singe
- Marc Bellier : le maître d’hôtel pingouin
- Thiery Dube : Richard
- Tristan Harvey : Pete
- Gilbert Lachance : la grenouille

 Source et légende : version québécoise (VQ) sur Doublage.qc.ca.

## Production
En janvier 2014, Universal Pictures annonce qu'un projet de film sans titre, écrit et réalisé par Garth Jennings, sortira le 21 décembre 2016. Le film contient soixante-cinq chansons pop, dont les droits ont coûté 15 % du budget de 75 millions de dollars du film.

## Musique
Sauf indication contraire, les informations mentionnées dans cette section peuvent être confirmées par la base de données cinématographiques IMDb,  présente dans la section « Liens externes ».
- Golden Slumbers par Jennifer Hudson.
- Gimme Some Lovin' par The Spencer Davis Group.
- The Way I Feel Inside par Taron Egerton.
- Firework par Katy Perry.
- I Don't Wanna par Scarlett Johansson et Beck Bennett.
- Happy Birthday to You de Patty Hill et Mildred J. Hill.
- Take Five de Paul Desmond.
- Baker Street de Gerry Rafferty.
- Allegro du Printemps des Quatre Saisons d'Antonio Vivaldi.
- Crazy in Love d'Eugene Record, Jay-Z, Beyoncé et Rich Harrison.
- Bad Romance de RedOne et Lady Gaga.
- Jump de Alex Van Halen, Eddie Van Halen et David Lee Roth.
- Kiss from a Rose de Seal.
- Kira Kira Killer de Yasutaka Nakata.
- I Love My Shirt de Donovan.
- Butterfly de Seth Binzer, Bret Mazur, Anthony Kiedis, Flea, John Frusciante et Chad Smith.
- Stout-Hearted Men par Shooby Taylor (en).
- Anaconda de Sir Mix-a-Lot, Nicki Minaj, Polow da Don, Jonathan Solone-Myvett, Marcos Palacios et Ernest Clark.
- Lollipop de Julius Dixson et Beverly Ross.
- The Humpty Dance (en) de Bootsy Collins, Shock-G, George Clinton et Walter Morrison.
- 9 to 5 de Dolly Parton.
- The Safety Dance d'Ivan Doroschuk.
- Aserejé.
- Ride Like the Wind de Christopher Cross.
- Ben de Don Black et Walter Scharf et Michael Jackson
- Stay with Me par Taron Egerton.
- Chandelier de Jesse Shatkin et Sia.
- Pennies from Heaven par Seth MacFarlane.
- Garota de Ipanema d'Antônio Carlos Jobim et Vinícius de Moraes.
- Strange Loop par Garth Jennings.
- Ninja Re Bang Bang de Yasutaka Nakata.
- The Sound of Violence par Dennis de Laat.
- Canon de Johann Pachelbel.
- Star Crawl par Crystal Stilts (en).
- Million Bucks (en) par Maino.
- Go! Team Go!.
- Hold On, We're Going Home (en) par Drake et Majid Jordan (en).
- Childhood Memories par Ennio Morricone, de la bande originale du film Il était une fois en Amérique.
- The Wind par Cat Stevens.
- Sucker Punch par Boomish.
- Let's Face the Music and Dance par Seth MacFarlane.
- Con amor muore...tu, tu? Piccolo iddio par Renata Tebaldi, Carlo Bergonzi et l'orchestre de l'académie nationale Sainte-Cécile.
- Venus par Nick Kroll et Reese Witherspoon.
- Call Me Maybe par Carly Rae Jepsen.
- Koi Koi Koi de Yasutaka Nakata.
- Love Interruption (en) de Jack White.
- Pon de Floor (en) par Major Lazer.
- O mio babbino caro de Giacomo Puccini.
- Shake It Off par Nick Kroll et Reese Witherspoon.
- Set It All Free par Scarlett Johansson.
- All of Me par Taron Egerton.
- True Colors par Cyndi Lauper.
- I'm Still Standing par Taron Egerton.
- Around the World (Rumba) par Uwe Schmidt et son orchestre.
- Bamboléo par Gipsy Kings.
- Flashing Lights (en) par Ye.
- Carry That Weight par Jennifer Hudson.
- Nessun dorma par Luciano Pavarotti, l'orchestre du Teatro dell'Opera di Roma et l'orchestre du Maggio Musicale Fiorentino.
- Wake Me Up Before You Go-Go par Wham!.
- Hallelujah par Tori Kelly.
- Under Pressure par Queen et David Bowie.
- My Way par Seth MacFarlane, lyriques par Gilles Thibaut.
- Don't You Worry 'bout a Thing par Tori Kelly.
- Faith par Stevie Wonder.
- I Don't Wanna par Scarlett Johansson

## Accueil

### Accueil critique
Tous en scène rencontre un accueil globalement triomphal de la part des critiques professionnels des pays anglophones, obtenant un taux d'approbation de 79 % sur le site Rotten Tomatoes (sur la base de 169 critiques collectés et une moyenne de 7,9/10), notant dans son consensus que le long-métrage « offre des animations colorées animées, joyeusement peu exigeantes avec une voix solide et une histoire chaleureuse - quoique familière - qui correspond à son titre ». Le site Metacritic lui attribue un score de 59/100, pour 37 critiques collectés. Les audiences sondées par CinemaScore lui donnent une note de « A » sur une échelle de « A » à « F ».
En France, le film est également bien accueilli avec une moyenne de 4/5 sur le site Allociné, pour 28 « titres de presse ».

### Box-office
Pour son premier jour d'exploitation aux États-Unis et au Canada, Tous en scène se positionne à la seconde place et rapporte 11 millions dans 4 022 cinémas, derrière Rogue One: A Star Wars Story, sorti le 10 décembre 2016, avec 14,9 millions. Le film reste à la deuxième place avec 35,2 millions lors du premier week-end d'exploitation, toujours derrière Rogue One qui effectue 64 millions. Finalement, le film a rapporté 632 443 719 $ au box-office mondial, dont 270 329 045 $ en Amérique du Nord et 362 114 674 $ à l'international. Selon le site web Deadline.com, la réussite du film au box-office a permis de gagner 194,2 millions de dollars, en tenant compte de toutes les dépenses et revenus, ce qui en fait le septième film le plus rentable de 2016.
En France, également pour son premier jour d'exploitation, le film se positionne à la première place du classement avec 166 901 entrées dans 690 salles, devant La La Land et ses 108 440 entrées. Dès sa première semaine, il conserve la première place avec 805 197 entrées. Au total, le film a cumulé 3 526 954 entrées.

## Nominations
- Golden Globes 2017[20] :
  - Meilleur film d'animation
  - Meilleure chanson originale pour Faith de Ryan Tedder, Stevie Wonder et Francis Farewell Starlite (en)
- People's Choice Awards 2017 : meilleur blockbuster de la fin d'année[21]
- Annie Awards 2017 : meilleure musique pour Joby Talbot dans un film d'animation[22]
- Kids' Choice Awards 2017[23] :
  - Meilleur film d'animation
  - Meilleure voix dans un film d'animation pour Reese Witherspoon
  - Meilleur animal pour Reese Witherspoon
  - Meilleure bande originale
- Saturn Awards 2017 : meilleur film d'animation[24]

## Autour du film

### Éditions en vidéo
Tous en scène est sorti d'abord en numérique le 3 mars 2017 puis le 21 mars en DVD,
Blu-ray, Blu-ray 3D et Blu-ray Ultra HD aux États-Unis et le 30 mai 2017 en France. Les éditions contiennent trois nouveaux courts métrages intitulés Gunter fait du babysitting (Gunter Babysits), Coup de foudre (Love at First Sight) et Le Coach de vie d'Eddie (Eddie's Life Coach). Par la suite, un coffret DVD regroupant le film et Comme des bêtes sort en octobre 2017. Le mois d'après, un second coffret est commercialisé. Ce dernier est composé de six films, dont Tous en scène, Comme des bêtes et la série de films Moi, moche et méchant.

### Suite
Le 25 janvier 2017, Universal Pictures annonce qu'une suite sortira le 25 décembre 2020 ; d'après la distribution, de nombreux personnages du premier film sont de retour et Garth Jennings est annoncé à la réalisation et au scénario.
Cependant, le 12 avril 2019, la date de sortie est repoussée au 2 juillet 2021.
Universal Pictures ayant repoussé la sortie de Minions 2 à juillet 2021 (le studio Illumination Mac Guff a dû être fermé pendant la crise du coronavirus), celle de Tous en scène 2 est reportée au 22 décembre 2021. En décembre 2022, il est annoncé qu'une nouvelle suite est prévue pour une sortie envisagée en 2025[réf. nécessaire].